# Herr und Frau Bulle
Herr und Frau Bulle war eine Kriminalfilmreihe des ZDF, die im Rahmen des Samstagskrimis ausgestrahlt wird. In den Hauptrollen waren Alice Dwyer und Johann von Bülow besetzt, die das Ehepaar Yvonne Wills, ihres Zeichens Kriminalhauptkommissarin, und Heiko Wills, Fallanalytiker, verkörperten, das ab seinem ersten Fall Tod im Kiez gemeinsam in Berlin ermittelte.

## Inhalt, Figuren
Die Kommissarin Yvonne Wills ist glücklich mit dem Fallanalytiker Heiko verheiratet. Es fällt dem Paar nicht leicht, Ehe und Beruf getrennt zu halten, da ihre Ermittlungsarbeit auch ihr Privatleben beeinflusst. Während beide in der Vergangenheit im Beruf Distanz wahren konnten, ist das nicht mehr möglich, seitdem Kriminaldirektor Pede beschlossen hat, dass die Wills’ ab sofort die Fälle der Mordkommission gemeinsam lösen sollen.
Yvonne Wills ist mit Leib und Seele Kommissarin. Ihr Arbeitsumfeld im Kiez möchte sie nicht missen. Sie ist dort aufgewachsen, man kennt sie und sie weiß ihr Umfeld instinktiv einzuschätzen. Als ihr Vorgesetzter möchte, dass sie zusammen mit ihrem Mann Heiko, der als Fallanalytiker eher am Schreibtisch sitzt, eine Mordserie lösen soll, ist ihr eine gewisse Skepsis nicht abzusprechen.
Heiko Wills ist es als Falltheoretiker gewohnt, Fälle analytisch und rein verstandesmäßig anzugehen und damit das Gegenteil seiner Frau, die sich nicht freimachen kann von Emotionen, wenn sie etwas sehr bewegt. Die Zusammenarbeit mit Yvonne stellt für ihn eine spannende Herausforderung dar. Heiko war früher Zeitsoldat bei der Bundeswehr und hatte auch mindestens einen Auslandseinsatz. Laut eigener Aussage hat er allerdings diesen zum größten Teil damit verbracht, in klimatisierten Räumen Aufklärungsdaten zu analysieren.

## Besetzung
| Schauspieler      | Rollenname     | Position                 | Episoden | Zeitraum  |
| ----------------- | -------------- | ------------------------ | -------- | --------- |
| Alice Dwyer       | Yvonne Wills   | Kriminalhauptkommissarin | 1–4      | 2018–2021 |
| Johann von Bülow  | Heiko Wills    | Fallanalytiker           | 1–4      | 2018–2021 |
| Stephan Bissmeier | Pede           | Kriminaldirektor         | 1–4      | 2018–2021 |
| Tim Kalkhof       | Kevin Lukowski | Kriminalassistent        | 1–4      | 2018–2021 |
| Birge Schade      | Diane Springer | Kriminalassistentin      | 1–4      | 2018–2021 |

## Episodenliste
| Folge | Titel         | Erstausstrahlung | Regie         | Einschaltquote / MA   |
| ----- | ------------- | ---------------- | ------------- | --------------------- |
| 1     | Tod im Kiez   | 17. Nov. 2018    | Till Franzen  | 6,07 Mio. (20,6 % MA) |
| 2     | Totentanz     | 7. Sep. 2019     | Uwe Janson    | 4,10 Mio. (15,1 % MA) |
| 3     | Abfall        | 16. Mai 2020     | Fabian Möhrke | 5,48 Mio. (17,5 % MA) |
| 4     | Alles auf Tod | 24. Apr. 2021    | Uwe Janson    | 4,39 Mio. (14,2 % MA) |

## Rezeption
Christopher Schmitt von quotenmeter meinte, dass sich Herr und Frau Bulle „gleich in mehrfacher Hinsicht wohltuend vom konventionellen ZDF-Krimi“ abhebe. Kritisch äußerte sich Schmitt zur Wahl des Reihentitels: „Der Titel lässt Schlimmes vermuten: «Herr und Frau Bulle» klingt nach Romcom-Klamauk der übelsten Sorte. Mal abgesehen davon, dass der Name des ZDF Samstags-Krimis aus der Feder von Axel Hildebrand und umgesetzt von Till Franzen fast schon rührend unkreativ daher kommt. Glücklicherweise muss der Inhalt nicht der Verpackung entsprechen und der Beginn der Reihe entpuppt sich als absolut sehenswert.“